# Synsepalum tsounkpe
Espèce
Statut de conservation UICN

 EN B1+2c : En danger
Synsepalum tsounkpe est une espèce de plantes à fleurs de la famille des Sapotaceae.

## Publication originale
- Notulae Systematicae. Herbier du Museum de Paris 16: 265. 1961.